# Tin Sontsia
Tin Sontsia (ucraïnès: Тінь Сонця, de vegades s'utilitza la traducció literal Ombra de Sol) és un grup de música folk metal Kyiv (Ucraïna), tot i que la seva música conté elements de metal simfònic, també. Principalment l'estil del grup era proper al rock alternatiu, però des del 2003 han adaptat un estil anomenant "Cossack rock". Gairebé tots de les lletres són en ucraïnès excepte un parell de cançons de belarús. El grup ha intervingut en un gran nombre de festivals, els més gran dels quals són Basovišča i Zakhid. Són coneguts per tocar en directe extensament i per donar suport als soldats ucraïnesos que lluiten a la zona ATO. La seva cançó "Kozaky" era l'himne oficiós la Selecció de Futbol d'Ucraïna durant la l'Eurocopa de 2016. La mateixa cançó serveix també per la introducció per al boxador professional Oleksandr Usyk.

## Membres
Membres actuals

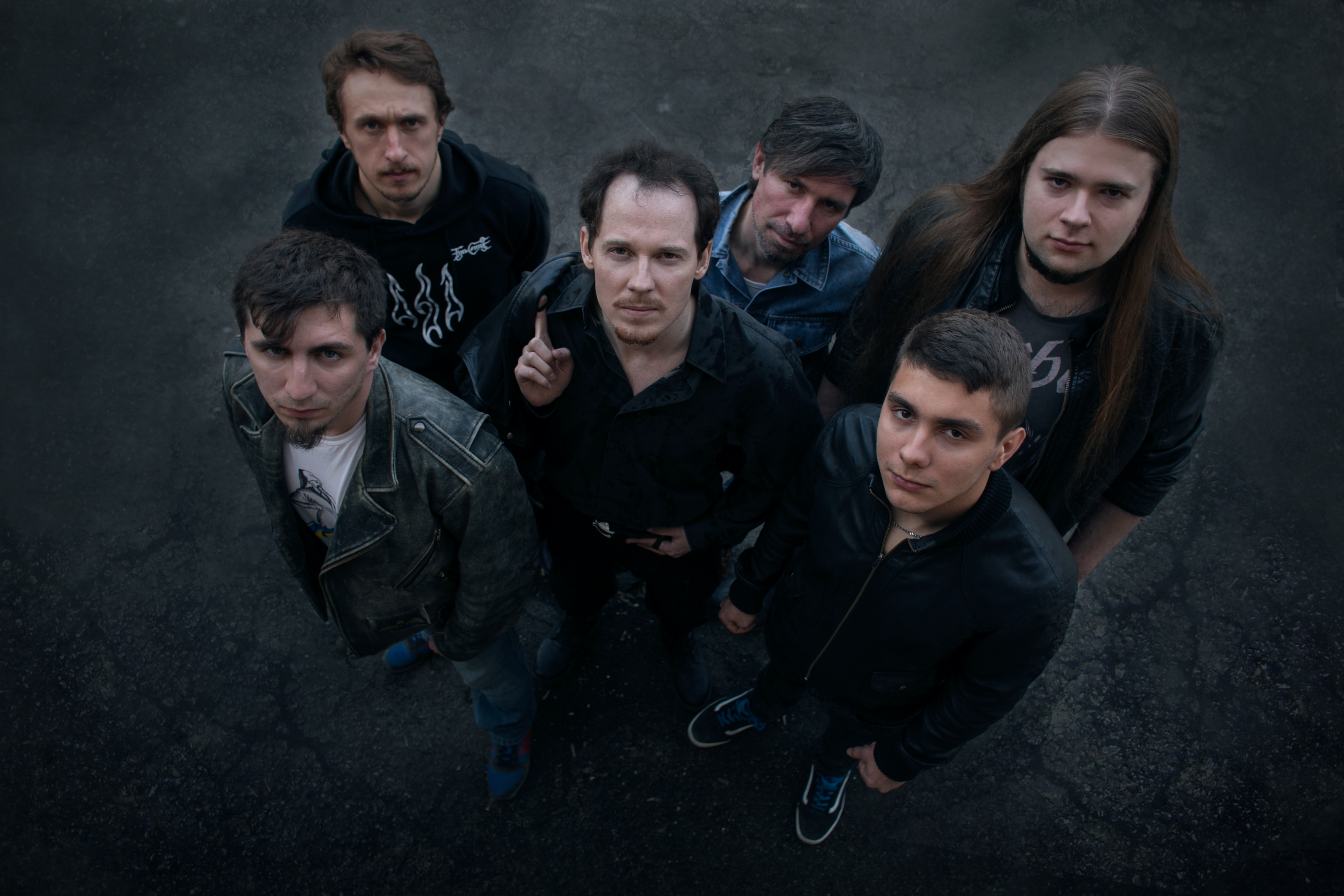
Tin Sontsia el 2016

- Serhiy Vasyliuk (veu principal, guitarra acústica)
- Ivan Luzan (bandura)
- Mykola Luzan (guitarra, cantant)
- Volodymyr Khavruk (bateria)
- Ruslan Mikaelyan (guitarra)
- Ivan Hryhoriak (baix)

## Discografia
Àlbums
- 2002 - Святість Віри (Sviatist Viry, Versió de prova)
- 2005 - За Межею (Za Mezheiu, Versió de prova)
- 2005 - Над Диким Полем (Nad Dykym Polem)
- 2007 - Полум'яна Рута (Polumiana Ruta)
- 2011 - Танець Серця (Tanets Sertsia)
- 2014 - Грім В Ковальні Бога (Hrim V Kovalni Boha)
- 2016 - Буремний Край (Buremnyi Krai)
- 2018 - Зачарований Світ (Món Encantat, Zacharovanyi Svit)
- 2020 - На Небесних Конях (Damunt Heveanly Cavalls, Na Nebesnykh Koniakh)

Projectes en solitari i en paral·lel
- 2005 - Зачарований Світ (Zacharovanyi Svit)
- 2010 - Сховане обличчя (Skhovane Oblychchia)